# Stockerau
Stockerau – miasto w Austrii, w północnej części kraju związkowego Dolna Austria, w powiecie Korneuburg. Leży na wschodnim krańcu Kotliny Tullneńskiej, nad meandrami i starorzeczami Dunaju, w odległości ok. 25 km na północny zachód od Wiednia. Liczy 16 127 mieszkańców (1 stycznia 2014).
W mieście rozwinął się przemysł samochodowy, elektrotechniczny, drzewny, poligraficzny, tworzyw sztucznych oraz spożywczy.

## Historia
W 1012 roku w mieście powieszono irlandzkiego pielgrzyma do Ziemi Świętej, wziętego za szpiega. Został on później kanonizowany jako święty Koloman ze Stockerau i stał się patronem Austrii. Miasto zostało doszczętnie spalone i zrabowane w 1620 roku przez wspomagające cesarza polskie wojska zaciężne zwane lisowczykami.

## Współpraca
Miejscowości partnerskie:
- , Andernach, Niemcy
- , Baranowicze, Białoruś
- , Mosonmagyaróvár, Węgry